# Tennistoernooi van Oeiras 2013
Het tennistoernooi van Oeiras van 2013 werd van 29 april tot en met 5 mei 2013 gespeeld op de gravel-buitenbanen van het Estádio Nacional in Oeiras, nabij de Portugese plaats Estoril. De officiële naam van het toernooi was Portugal Open.
Het toernooi bestond uit twee delen:
- WTA-toernooi van Oeiras 2013, het toernooi voor de vrouwen
- ATP-toernooi van Oeiras 2013, het toernooi voor de mannen

ATP-toernooi van Estoril‎/Oeiras – WTA-toernooi van Estoril/Oeiras‎

1999 · 
2000 · 
2001 · 
2002 · 
2003 · 
2004 · 
2005 · 
2006 · 
2007 · 
2008 ·
2009 ·
2010 ·
2011 · 
2012 · 
2013 · 
2014